# ماریو جی آندراجی
ماریو جی آندراجی (به پرتغالی: Mário de Andrade) (زاده ۹ اکتبر ۱۸۹۳،سائوپائولو - درگذشته ۲۵ فوریه ۱۹۴۵،سائوپائولو)شاعر، رمان‌نویس، مقاله‌نویس، موسیقی‌دان برزیلی. او از بنیان‌گذاران مدرنیسم در ادبیات برزیلی بود. مشهورترین اثرش رمان موکانایما است که در ۱۹۲۸ منتشر شد و یکی ار شاهکارهای ادبی ادبیات قزن بیستم برزیل محسوب می‌شود. این اثر از نخستین نمونه‌های ظهور رئالیسم جادویی است.